# دون كاسل (ممثل)
دون كاسل (بالإنجليزية: Don Castle)‏ هو ممثل أمريكي، ولد في 29 سبتمبر 1917 في بومونت في الولايات المتحدة، وتوفي في 26 مايو 1966.

## وصلات خارجية
- دون كاسل على موقع IMDb (الإنجليزية)
- دون كاسل على موقع قاعدة بيانات الفيلم (الإنجليزية)